# تیکتی پونتا
تیکتی پونتا (به اسپانیایی: Ticte Punta) یک کوه در پرو است که در منطقه اوئانوکو واقع شده‌است. تیکتی پونتا ۴٬۹۴۴ متر بالاتر از سطح دریا واقع شده‌است.